# 李文博 (隋朝)
李文博（?—?），本貫博陵郡（郡治今河北安平县），隋朝文学家。
李文博好学不倦，性耿直，博通经史。隋文帝開皇年間，担任羽骑尉。为吏部侍郎薛道衡所知，让他在后堂检書史。後来在秘書内省宿直，校勘古籍。他坚持清貧生活，如晏子一样。转任校書郎，後出任县丞，怀才不遇，不得升迁。薛道衡担任司隸大夫，在東都洛陽尚書省见到李文博，感慨李文博遭遇零落，上奏任用他担任从事。李文博的人物文才被李纲、房玄龄、虞世基赞誉。隋末之乱李文博消息不明，晩年情况不知。著《治道集》10卷。

## 延伸阅读
[在维基数据编辑]
 《隋書·卷58》，出自魏徵《隋书》